# Hermonassa hypoleuca
Hermonassa hypoleuca là một loài bướm đêm trong họ Noctuidae.